# Conistra suffusa
Conistra suffusa là một loài bướm đêm trong họ Noctuidae.